# Ivancsista
Ivancsista (macedónul: Иванчишта) település Észak-Macedóniában, a Délnyugati körzet Kicsevói járásában, 2013-ig a Drugovói járás része volt, ami teljes egészében beolvadt a Kicsevói járásba.

## Népesség
| Lakosok száma | 434  | 438  | 388  | 286  | 157  | 57   | 29   | 6    |
|               | 1948 | 1953 | 1961 | 1971 | 1981 | 1991 | 2002 | 2021 |

2002-ben 29 lakosa volt, akik mindannyian macedónok.